# HD29925
HD29925 — хімічно пекулярна зоря спектрального класу B9, що має видиму зоряну величину в смузі V приблизно  8,3.
Вона  розташована на відстані близько 1203,5 світлових років від Сонця.

## Пекулярний хімічний вміст
Зоряна атмосфера HD29925 має підвищений вміст 
Si
.